# Roclincourt
Roclincourt és un municipi francès situat al departament del Pas de Calais i a la regió dels Alts de França. L'any 2007 tenia 785 habitants.

## Demografia

### Població
El 2007 la població de fet de Roclincourt era de 785 persones. Hi havia 302 famílies de les quals 44 eren unipersonals (12 homes vivint sols i 32 dones vivint soles), 103 parelles sense fills, 131 parelles amb fills i 24 famílies monoparentals amb fills.
La població ha evolucionat segons el següent gràfic:
Habitants censats

### Habitatges
El 2007 hi havia 309 habitatges, 299 eren l'habitatge principal de la família i 10 estaven desocupats. 307 eren cases i 2 eren apartaments. Dels 299 habitatges principals, 278 estaven ocupats pels seus propietaris, 14 estaven llogats i ocupats pels llogaters i 7 estaven cedits a títol gratuït; 1 tenia dues cambres, 14 en tenien tres, 88 en tenien quatre i 196 en tenien cinc o més. 269 habitatges disposaven pel capbaix d'una plaça de pàrquing. A 102 habitatges hi havia un automòbil i a 176 n'hi havia dos o més.

### Piràmide de població
La piràmide de població per edats i sexe el 2009 era:
| Homes | Edats   | Dones |
| ----- | ------- | ----- |
| 0     | 95 o +  | 0     |
| 0     | 90 a 94 | 0     |
| 0     | 85 a 89 | 4     |
| 0     | 80 a 84 | 0     |
| 4     | 75 a 79 | 12    |
| 24    | 70 a 74 | 12    |
| 16    | 65 a 69 | 16    |
| 24    | 60 a 64 | 20    |
| 36    | 55 a 59 | 32    |
| 28    | 50 a 54 | 48    |
| 32    | 45 a 49 | 16    |
| 24    | 40 a 44 | 20    |
| 56    | 35 a 39 | 76    |
| 24    | 30 a 34 | 12    |
| 24    | 25 a 29 | 24    |
| 24    | 20 a 24 | 20    |
| 20    | 15 a 19 | 12    |
| 32    | 10 a 14 | 8     |
| 16    | 5 a 9   | 32    |
| 24    | 0 a 4   | 8     |

## Economia
El 2007 la població en edat de treballar era de 530 persones, 378 eren actives i 152 eren inactives. De les 378 persones actives 361 estaven ocupades (186 homes i 175 dones) i 17 estaven aturades (9 homes i 8 dones). De les 152 persones inactives 54 estaven jubilades, 60 estaven estudiant i 38 estaven classificades com a «altres inactius».

### Ingressos
El 2009 a Roclincourt hi havia 302 unitats fiscals que integraven 813,5 persones, la mediana anual d'ingressos fiscals per persona era de 21.666 €.

### Activitats econòmiques
Dels 20 establiments que hi havia el 2007, 1 era d'una empresa de fabricació d'altres productes industrials, 3 d'empreses de construcció, 3 d'empreses de comerç i reparació d'automòbils, 1 d'una empresa de transport, 2 d'empreses d'hostatgeria i restauració, 1 d'una empresa financera, 1 d'una empresa immobiliària, 3 d'empreses de serveis, 2 d'entitats de l'administració pública i 3 d'empreses classificades com a «altres activitats de serveis».
Dels 5 establiments de servei als particulars que hi havia el 2009, 1 era un taller de reparació d'automòbils i de material agrícola, 1 guixaire pintor, 2 perruqueries i 1 restaurant.
L'any 2000 a Roclincourt hi havia 8 explotacions agrícoles.

## Equipaments sanitaris i escolars
El 2009 hi havia una escola elemental integrada dins d'un grup escolar amb les comunes properes formant una escola dispersa.

## Poblacions més properes
El següent diagrama mostra les poblacions més properes.